# Swedish Open 2015
Lo Swedish Open 2015 è stato un torneo di tennis giocato sulla terra rossa facente parte della categoria ATP World Tour 250 series nell'ambito dell'ATP World Tour 2015 e della categoria International nell'ambito del WTA Tour 2015. Sia il torneo maschile che femminile si sono giocati a Båstad in Svezia. Il torneo maschile si è tenuto dal 20 al 26 luglio 2015 con il nome di SkiStar Swedish Open 2015, mentre quello femminile dal 13 al 19 luglio 201 con il nome di Collector Swedish Open 2015.
Per il torneo maschile è stata la 68ª edizione, mentre è stata la 7ª per quello femminile.

## Partecipanti ATP

### Teste di serie
| Nazionalità | Giocatore              | Ranking* | Testa di serie |
| ----------- | ---------------------- | -------- | -------------- |
| Spagna      | David Ferrer           | 7        | 1              |
| Belgio      | David Goffin           | 14       | 2              |
| Spagna      | Tommy Robredo          | 21       | 3              |
| Uruguay     | Pablo Cuevas           | 27       | 4              |
| Argentina   | Juan Mónaco            | 30       | 5              |
| Spagna      | Guillermo García López | 31       | 6              |
| Spagna      | Fernando Verdasco      | 40       | 7              |
| Brasile     | Thomaz Bellucci        | 42       | 8              |

* Ranking del 13 luglio 2015.

### Altri partecipanti
I giocatori seguenti hanno ricevuto una wild card per l'ingresso nel tabellone principale singolare:
- Markus Eriksson
- Christian Lindell
- Elias Ymer

I giocatori seguenti hanno superato tutti i turni di qualificazione per il tabellone principale singolare:

- Andrea Arnaboldi
- Rogério Dutra da Silva
- Paul-Henri Mathieu
- Julian Reister

## Partecipanti WTA

### Teste di serie
| Nazionalità | Giocatrice         | Ranking* | Testa di serie |
| ----------- | ------------------ | -------- | -------------- |
| Stati Uniti | Serena Williams    | 1        | 1              |
| Australia   | Samantha Stosur    | 23       | 2              |
| Rep. Ceca   | Barbora Strýcová   | 29       | 3              |
| Germania    | Mona Barthel       | 49       | 4              |
| Germania    | Carina Witthöft    | 53       | 5              |
| Rep. Ceca   | Kateřina Siniaková | 67       | 6              |
| Svezia      | Johanna Larsson    | 73       | 7              |
| Germania    | Tatjana Maria      | 78       | 8              |

* Ranking del 29 giugno 2015.

### Altre partecipanti
Le seguenti giocatrici hanno ricevuto una wild-card per il tabellone principale:
- Sofia Arvidsson
- Susanne Celik
- Rebecca Peterson

Le seguenti giocatrici sono entrate nel tabellone principale passando dalle qualificazioni:

- Alizé Lim
- Mandy Minella
- Ysaline Bonaventure
- Maryna Zanevs'ka
- Anett Kontaveit
- Arantxa Rus

## Campioni

### Singolare maschile
Benoît Paire ha vinto il primo torneo in carriera, battendo in finale  Tommy Robredo con il punteggio di 7–6(7), 6–3.
- È il primo titolo in carriera per Paire.

### Singolare femminile
Johanna Larsson ha sconfitto in finale  Mona Barthel con il punteggio di 6–3, 7–6(2).
- È il primo titolo in carriera per Larsson.

### Doppio maschile
Jérémy Chardy /  Łukasz Kubot hanno sconfitto in finale  Juan Sebastián Cabal /  Robert Farah per 6(8)–7, 6–3, [10–8].

### Doppio femminile
Kiki Bertens /  Johanna Larsson hanno sconfitto in finale  Tatjana Maria /  Ol'ga Savčuk per 7–5, 6–4.